# 藥山東臺
藥山東台（：／）位於朝鮮民主主義人民共和國平安北道的寧邊郡的郡城西部約2公里之處，是著名的朝鮮關西八景之一。

## 地理環境

### 藥山
藥山東台位於藥山（약산）。藥山的得名，由於它本身長滿天然草藥，又有礦泉水出產，都具有醫療功效。
藥山的山形奇妙，處處懸崖絕壁，生長有松樹及橡樹等，四處繁花似錦，一片鬱鬱蔥蔥的環境。在春季，四處豔紅的杜鵑花盛開；在秋季則漫山紅葉。

### 藥山的建築群
藥山建有「東台」及「鶴別樓」（학별루）所。一般認為，從這兩處欣賞到的藥山風光最為優美：
- 在「東臺」層巒疊嶂，有的層巒，狀如倒立的圓錐，層巒上有兩隻海龜蜷縮；
- 「鶴別樓」是被建築在縣崖絕壁上的觀光亭，視野一望無際。

此外，藥山上還有西雲寺（서운사）及天柱寺（천주사）等寺廟，供觀光客遊覽。